# Batolla
El batolla, és un instrument tradicional agrícola utilitzat per a la batuda de cereals. Està compost per dos bastons units per corretjam o cadenes; generalment, el bastó més llarg i prim serveix de mànec, i el més curt i gruixut s'usa com maça per a colpejar el farroig a un paller (munt de cereals recent segats) o les llegums. En els segles xvii i xviii, la batolla no tenia gaire bona consideració: «uns altres baten amb bastó, o batolla, que anomenen el portuguès, el qual és el més pobre batre de tots». A pesar de la seva senzillesa, l'etnòleg suec Dag Trotzig arreplega, només per a l'Europa atlàntica, fins a set tipus distints de batolla, quasi tots diferenciats pel sistema de llaurada entre les seves peces.
|  |  |

La batolla és un instrument molt estès per tot el Vell Continent i, sovint, ha derivat en armes defensives o ofensives, com les maces medievals europees de diversos tipus (maça de guerra, maça amb cadenes.), o les orientals (el San jie gun i el Shao zi gun són batolles de combat xineses, mentre que el nunchaku és la versió japonesa).

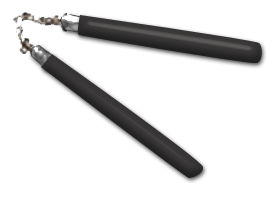
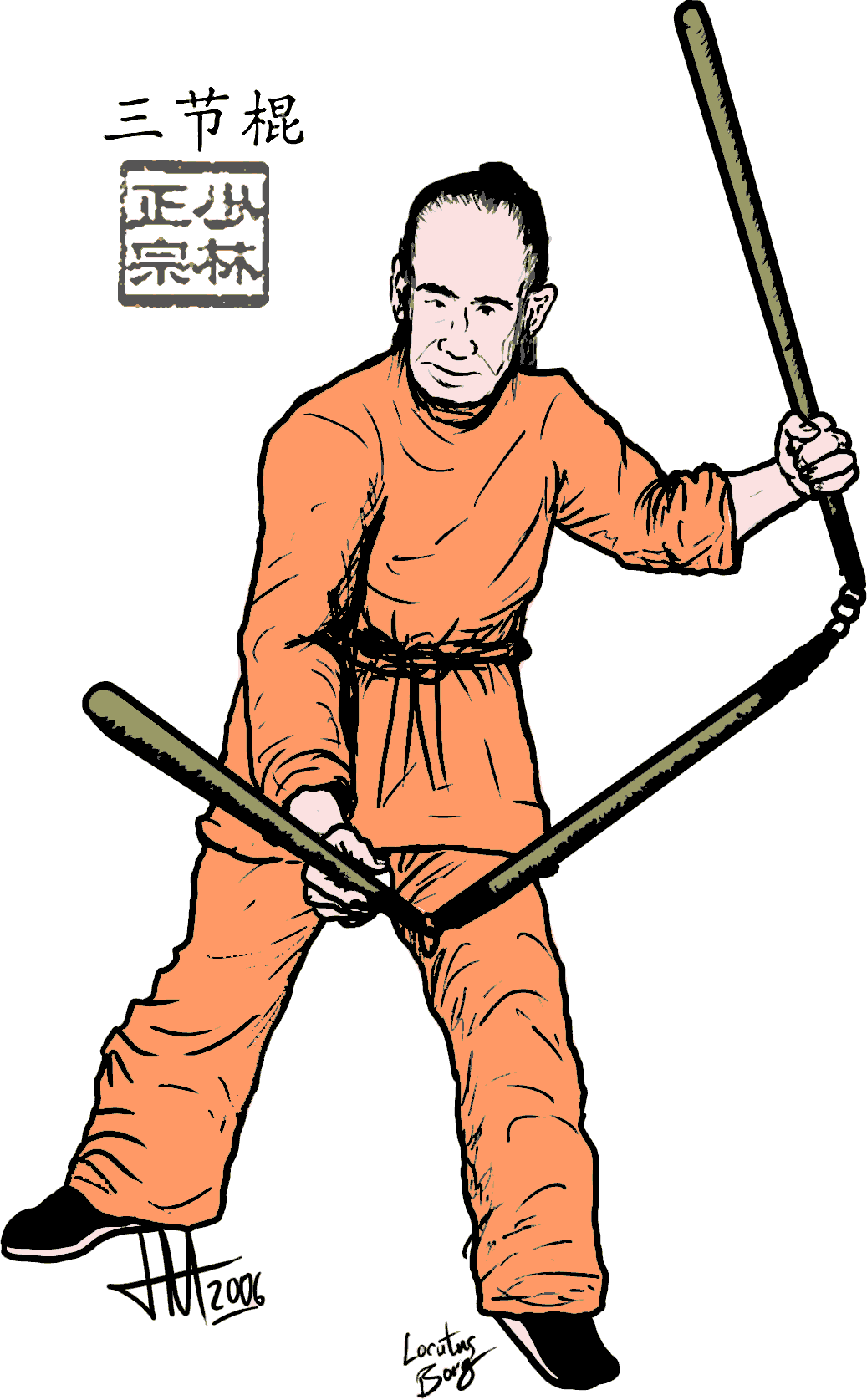
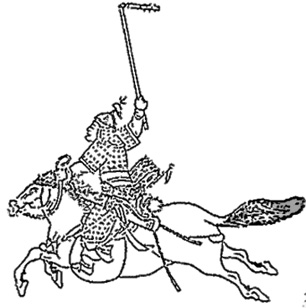
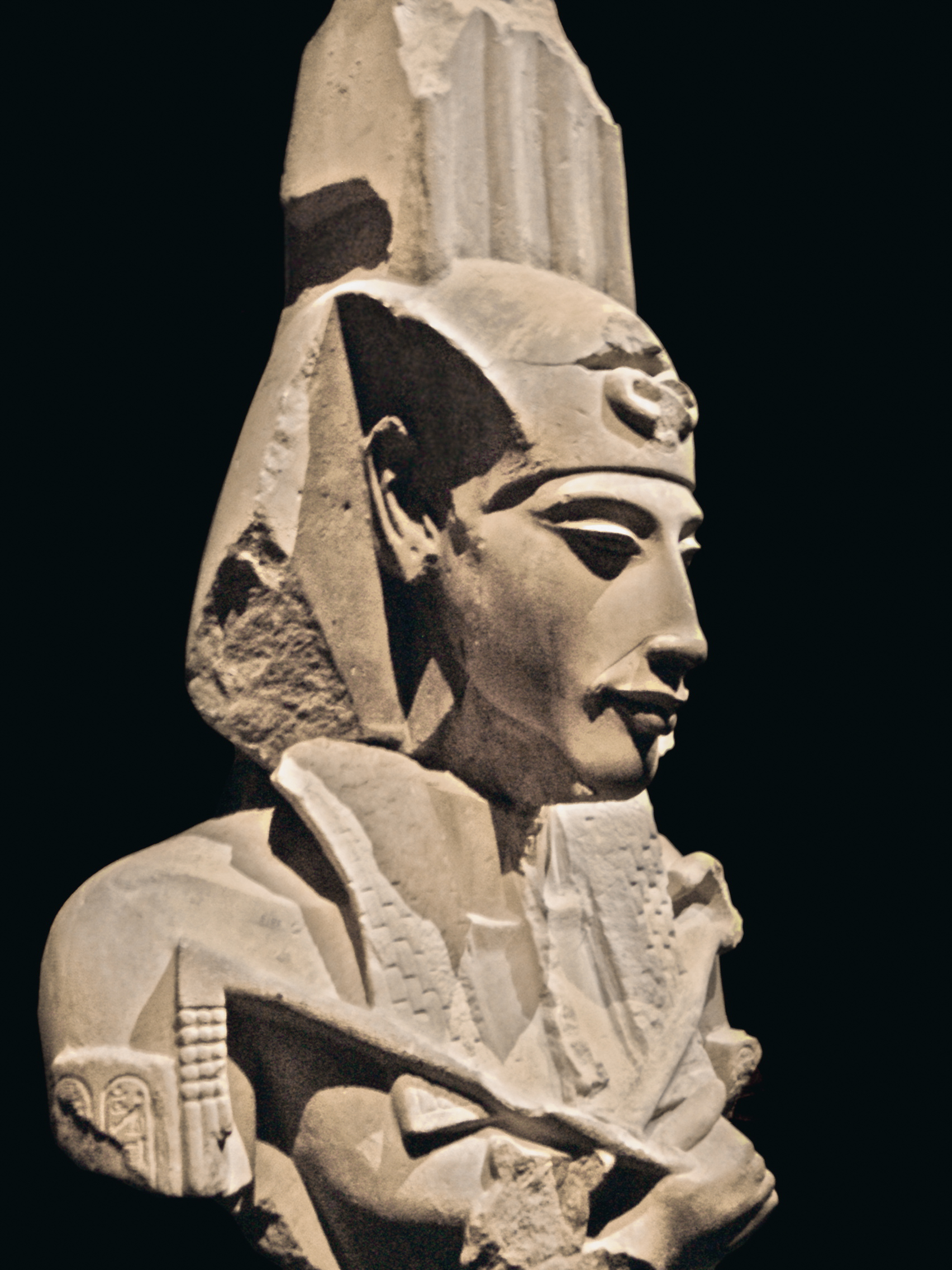
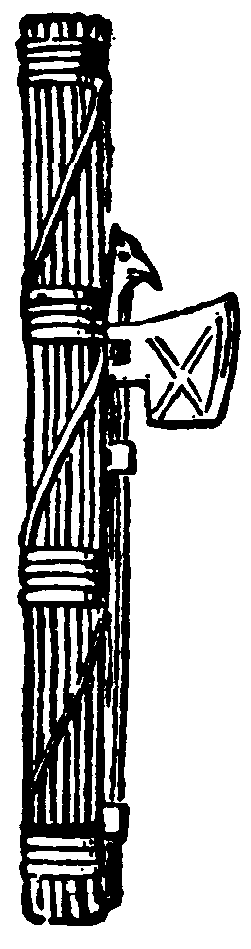
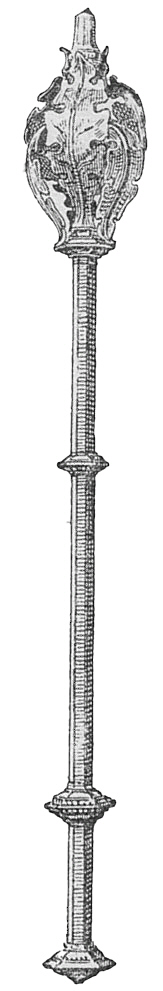

- Nunchaku japonès
- El San jie gun o batolla de lluita amb tres bastons
- Shao zi gun,
maial de combat xinès
- Faraó amb el nejej o flagell
- Feix romà
- Ceptre medieval